# Naissance en 1985
Naissance
- 1981
- 1982
- 1983
- 1984
- 1985
- 1986
- 1987
- 1988
- 1989

Les naissances en 1985 concernent les personnalités nées entre le 1er janvier et le 31 décembre 1985.

## Janvier
- 4 janvier : Jocksy Ondo-Louemba, journaliste et écrivain gabonais.
- 5 janvier : Mélanie Bernier, actrice française.
- 7 janvier : Lewis Hamilton, pilote automobile anglais de Formule 1.
- 9 janvier : Tino Costa, footballeur argentin.
- 10 janvier : 
  - Claudio Capéo, chanteur et accordéoniste français.
  - Gabrielle Leithaug, chanteuse norvégienne.
  - Yohann Malory, auteur-compositeur-interprète français.
- 11 janvier : Kazuki Nakajima, pilote automobile japonais de GP 2.
- 12 janvier : Issa Rae, actrice américaine
- 13 janvier : Sol Bamba, footballeur franco-ivoirien († 31 août 2024).
- 15 janvier : Juan Ricondo, chanteur, acteur et compositeur espagnol.
- 16 janvier :
  - Renée Felice Smith, actrice américaine.
  - Leila Hadioui, mannequin marocaine.
  - Sidharth Malhotra, acteur indien.
- 18 janvier : Kesarin Chaichalermpol, actrice thaïlandaise.
- 19 janvier : Rika Ishikawa, chanteuse, actrice et idole japonaise.
- 23 janvier : 
  - San E, rappeur sud-coréen.
  - Doutzen Kroes, mannequin et actrice néerlandaise.
- 25 janvier : Michael Trevino, acteur américain.
- 26 janvier : Edwin Hodge, acteur américain.
- 28 janvier :
  - Daniel Carcillo, hockeyeur professionnel canadien.
  - Colin Fraser, hockeyeur professionnel canadien.
  - Tom Hopper, acteur anglais.
  - Lisbeth Lenton, nageuse australienne.
  - Arnold Mvuemba, footballeur français.
  - Wafa Ammouri, haltérophile tunisienne.
  - J. Cole, rappeur, compositeur et producteur américain
- 29 janvier : 
  - Rag'n'Bone Man, chanteur baryton britannique.
  - Salomé Stévenin, actrice et réalisatrice française.
  - Isabel Lucas, actrice et mannequin australienne.
- 31 janvier : 
  - Rasmus Hardiker, acteur britannique.
  - Kalomira, chanteuse grecque.

## Février
- 1er février : 
  - Nikita Bajenov, footballeur russe.
  - Kether Donohue, actrice américaine.
  - Jodi Gordon, actrice australienne.
  - Mounir Hamoud, footballeur norvégien († 12 février 2024).
  - Noppol Pitafai, footballeur thaïlandais
- 2 février : 
  - Jennifer Lavigne, joueuse de hockey sur glace américaine.
  - Scott Maine, joueur de baseball américain.
- 3 février : 
  - Justin Doellman, basketteur américain.
  - Romain Guillaume, triathlète français.
  - Anton Sintsov, coureur cycliste russe.
  - Jennifer Todd, joueuse de volley-ball américaine.
- 4 février : 
  - Romain Buffet, judoka français.
  - Daniel Fernández, judoka belge.
  - Bug Hall, acteur américain.
  - Leslie, chanteuse française.
  - Trent McClenahan, footballeur australien.
- 5 février : 
  - Sofiane Belaïd, footballeur algérien.
  - Cristiano Ronaldo, joueur de football international portugais.
- 6 février : 
  - Deme N'Diaye, footballeur sénégalais.
  - Crystal Reed, actrice américaine.
  - Andrés Arauz, économiste et homme politique équatorien.
- 7 février :
  - Pablo Álvarez Menéndez, footballeur uruguayen.
  - Josh Hennessy, joueur de hockey sur glace américain.
  - Bernard James, joueur de basket-ball américain.
  - Tina Majorino, actrice américaine.
  - Christophe Mandanne, footballeur français.
  - Yohan Montès, joueur de rugby français.
  - Christian Reichert, nageur allemand.
  - Deborah Ann Woll, actrice américaine.
- 8 février : 
  - Jeremy Davis, bassiste américain.
  - Pepijn Schoneveld, acteur et artiste de cabaret néerlandais.
  - Natoo, youtubeuse française.
  - Manu Galure, auteur compositeur et interprète français.
- 9 février : 
  - David Gallagher, acteur américain.
  - Jon Karthaus, chanteur néerlandais.
  - Bernd Stubbe, pilote automobile allemand.
- 10 février : 
  - François Descraques, réalisateur et scénariste français.
  - Carine Galli, journaliste sportive française.
  - Dario Minieri, joueur de poker italien.
  - Lidia Valentín, haltérophile espagnole.
- 11 février : 
  - William Beckett, chanteur américain.
  - Luka Bogdanović, joueur de basket-ball serbe.
  - Roy Contout, footballeur franco-guyanais.
  - Casey Dellacqua, joueuse de tennis australienne.
  - Marianna Iorio, femme politique italienne.
  - James McEveley, footballeur écossais.
  - Mike Richards, joueur de hockey sur glace canadien.
  - Šárka Strachová, skieuse alpine tchèque.
- 13 février : 
  - Mayra Andrade, chanteuse cap-verdienne.
  - J. R. Giddens, joueur de basket-ball américain.
  - Jarek Goebel, joueur de rugby à XV néo-zélandais.
  - Hedwiges Maduro, footballeur néerlandais.
  - Oleksandr Maksymov, footballeur ukrainien.
  - Torrell Martin, joueur de basket-ball américain.
  - Logan Ondrusek, joueur de baseball américain.
  - Athos Schwantes, escrimeur brésilien.
  - Samantha Sin, actrice de film pornographique américaine.
  - Aléxandros Tziólis, footballeur grec.
  - Györgyi Zsivoczky-Farkas, athlète hongroise.
- 14 février : 
  - Charles, footballeur brésilien.
  - Jake Lacy, acteur américain.
  - Adolfo Machado, footballeur panaméen.
  - Natalya Rudakova, actrice américaine.
  - Tim Toone, joueur américain de football américain.
  - Philippe Senderos, joueur de football international suisse.
- 15 février : 
  - Sylvain Marco, joueur de basket-ball français.
  - Natalie Morales, actrice américaine.
- 16 février : 
  - Amos Cincir, journaliste haïtien.
  - Brahim Taleb, athlète marocain.
- 17 février :
  - Byobe Malenga, journaliste congolais.
  - Anders Jacobsen, skieur norvégien.
- 18 février : 
  - Johan Fransson, joueur de hockey sur glace suédois.
  - Todd Lasance, acteur australien.
  - Fabio Sabatini, coureur cycliste italien.
- 19 février : 
  - Haylie Duff, actrice américaine.
  - Franck Fisseux, athlète français.
  - Arielle Kebbel, actrice américaine.
  - Kosta Perović, joueur de basket-ball serbe.
  - Sławomir Peszko, footballeur polonais.
  - Milovan Raković, joueur de basket-ball serbe.
  - Violeta Urtizberea, actrice argentine.
- 20 février : 
  - Alex King, joueur de basket-ball américain.
  - Jamie Mackintosh, joueur de rugby néo-zélandais.
  - Vinnie Pestano, joueur de baseball américain.
  - Hafizullah Qadami footballeur afghan.
  - Andrzej Witkowski, escrimeur polonais.
- 21 février : 
  - Bob Burton, Jr., speedcubeur américain.
  - Yeóryos Samarás, footballeur grec.
- 22 février : 
  - Larissa Riquelme, mannequin et supportrice paraguayenne.
  - Valero Rivera, handballeur espagnol.
  - Zach Roerig, acteur américain.
  - Léa Vicens, rejoneadora française.
- 23 février : 
  - Noura Ben Slama, handballeuse franco-tunisienne.
  - Izabela Kowalińska, joueuse de volley-ball polonaise.
  - Salome MC, rappeuse iranienne.
- 24 février : William Kvist, footballeur danois.
- 25 février : 
  - Benji Marshall, joueur de rugby à XV néo-zélandais.
  - Joakim Noah, joueur de basket-ball américain.
  - Xavier Paul, joueur de baseball américain.
- 26 février : 
  - Carolin Dietrich, athlète allemande.
  - Shiloh Fernandez, acteur américain.
  - Fernando Llorente, footballeur espagnol.
  - Pentagón Jr., catcheur mexicain.
  - Gregory Rigters, footballeur surinamien († 4 décembre 2017).
  - Mike Robertson, snowboardeur canadien.
  - Miki Fujimoto, actrice et ex-idole japonaise.
- 27 février : 
  - Diniar Bilialetdinov, footballeur russe.
  - Yohai Dadon, joueur de volley-ball franco-israélien.
  - Nicole Linkletter, mannequin américaine.
- 28 février : Jelena Janković, joueuse de tennis serbe.

## Mars
- 2 mars : 
  - Reggie Bush, joueur américain de football américain.
  - Luke Pritchard, chanteur et guitariste du groupe anglais The Kooks.
- 3 mars : Steven Cozza, coureur cycliste américain.
- 4 mars : 
  - Felicity Galvez, nageuse australienne.
  - Anthony Marchand, navigateur et skipper Français.
- 5 mars :
  - David Marshall, footballeur international écossais.
  - Ken'ichi Matsuyama, acteur japonais.
  - Keegan Daniel, joueur de rugby à XV sud-africain.
  - Willem Viljoen, joueur sud-africain de badminton.
  - Aleš Vodseďálek, coureur du combiné nordique tchèque.
- 7 mars :
  - Hassania El Azzar, judokate marocaine.
  - María Antonieta Alva, femme politique péruvienne.
- 8 mars : Ewa Sonnet, chanteuse et modèle polonaise.
- 9 mars : 
  - Zach Andrews, joueur de basket-ball américain.
  - Sarah Conrad, snowboardeuse canadienne.
- 10 mars : Cooper Andrews, acteur américain.
- 11 mars : 
  - Paul Bissonnette, ex-joueur de hockey sur glace français.
  - Taniela Moa, joueur de rugby à XV tongien († 16 décembre 2021).
- 12 mars : 
  - Aleksandr Boukharov, footballeur russe.
  - Choi Cheol-han, joueur de go professionnel sud-coréen.
  - Zander Diamond, footballeur écossais.
  - Stromae, auteur-compositeur-interprète belge.
- 13 mars : 
  - Takahiro Fujimoto, patineur de vitesse sur courte japonais.
  - Gina, chanteuse autrichienne.
- 15 mars : 
  - Kellan Lutz, acteur américain.
  - Cyril Féraud, animateur de télévision français.
- 19 mars : Grégoire de Fournas, homme politique français.
- 21 mars : 
  - Ryan Callahan, joueur de hockey sur glace canadien.
  - Sonequa Martin-Green, actrice américaine.
- 23 mars : Celeste D'Arrando, femme politique italienne.
- 24 mars : 
  - Anksa Kara, actrice pornographique camerounaise.
  - Lana, catcheuse, actrice et mannequin américaine.
- 25 mars : Wael Bellakhal, footballeur tunisien.
- 26 mars : Keira Knightley, actrice britannique.
- 27 mars : 
  - Khadjimourat Akkaïev, haltérophile russe.
  - Anna Barbaro, triathlète italienne.
  - Stijn De Smet, footballeur belge.
  - Blake McIver Ewing, acteur américain.
- 28 mars : 
  - Stanislas Wawrinka, joueur de tennis suisse.
  - Léopoldine Hummel, compositrice, interprète, musicienne et comédienne française.
- 29 mars : Lee Dickson, joueur de rugby à XV sud-africain.
- 31 mars : 
  - Steve Bernier, joueur de hockey sur glace canadien.
  - Marie Frick, joueuse de volley-ball française.

## Avril
- 1er avril : Imanuelle Grives, actrice néerlandaise.
- 3 avril : Leona Lewis, chanteuse britannique.
- 5 avril :
  - Daniel Congré, footballeur français.
  - Paola Deiana, femme politique italienne.
  - Vincent Glad, journaliste français.
- 6 avril : Jérémy Ferrari, humoriste, comédien, auteur et producteur français.
- 7 avril : 
  - Saad Lamjarred, musicien marocain.
  - Humza Yousaf, politicien écossais d'origine pakistanais.
- 9 avril : Tomohisa Yamashita, acteur et chanteur japonais.
- 12 avril : 
  - Kiki van Deursen, actrice néerlandaise.
  - Hitomi Yoshizawa, chanteuse, actrice et idole japonaise.
- 13 août : Vilmarie Mojica, joueuse portoricaine de volley-ball.
- 15 avril :
  - Joy, mannequin japonais.
  - Amy Reid, actrice américaine.
- 17 avril : Jo-Wilfried Tsonga, joueur de tennis français.
- 20 avril :
  - Billy Magnussen, acteur américain.
  - Curt Hawkins, catcheur professionnel américain
- 21 avril : Luis Bolívar, matador colombien.
- 22 avril : 
  - Jordan Morris, scénariste américain
  - Camille Lacourt, nageur français.
- 23 avril :
  - June Milo, chanteuse franco-suisse.
  - Snootie Wild, rappeur américain († 26 février 2022).
- 30 avril : Gal Gadot, actrice, productrice et mannequin israélo-américaine.

## Mai
- 2 mai : Lily Allen, chanteuse anglaise.
- 5 mai : Liu Wenjun, athlète handisport chinoise
- 6 mai : Chris Paul, basketteur américain.
- 7 mai : J. Balvin, chanteur colombien.
- 8 mai : Tommaso Ciampa, catcheur professionnel américain.
- 9 mai : Audrina Patridge, actrice américaine.
- 10 mai : Odette Yustman, actrice américaine.
- 13 mai : 
  - Javier Balboa, footballeur équatoguinéen.
  - Iwan Rheon, acteur, chanteur et musicien britannique.
- 15 mai : Cristiane Rozeira de Souza Silva, footballeuse brésilienne.
- 16 mai :
  - Fabien Grammatico, joueur de Rugby à XV français.
  - Stanislav Ianevski, acteur bulgare.
  - Emanuel Saldaño, coureur cycliste argentin († 25 janvier 2014).
  - Tadayoshi Ohkura, acteur, chanteur et batteur japonais.
- 17 mai : Virginie Giboire, chef cuisinière française.
- 18 mai : Olivér Sin, peintre hongrois.
- 19 mai : Aleister Black, catcheur professionnel néerlandais.
- 20 mai : Christopher Froome, cycliste britannique.
- 21 mai : Kano, rappeur, parolier et producteur de musique britannique.
- 22 mai :
  - Tranquillo Barnetta, footballeur international suisse.
  - Alicja Fiodorow, athlète handisport polonaise.
- 23 mai : Baptiste Lecaplain, humoriste français.
- 24 mai :
  - Magali Aureille-Bernard, athlète française.
  - John Vigilante, joueur de hockey sur glace américain († 19 juillet 2018)
- 25 mai :
  - Karen Northshield, ancienne monitrice de fitness.
  - Roman Reigns, catcheur américain.
- 30 mai: Jennifer Winget, actrice indienne.

## Juin
- 4 juin :
  - Leon Botha, peintre et disc jockey sud-africain († 5 juin 2011).
  - Lukas Podolski, footballeur allemand.
- 7 juin : 
  - Margarita Matulyan, sculptrice arménienne.
  - Charlie Simpson, chanteur britannique.
- 10 juin : Andy Schleck, coureur cycliste luxembourgeois.
- 17 juin :
  - Márcos Baghdatís, joueur de tennis chypriote.
  - Kateryna Handziouk, femme politique et militante anti-corruption soviétique puis ukrainienne († 4 novembre 2018).
- 18 juin : Karima Charni, animatrice et chroniqueuse franco-tunisienne
- 19 juin : Yannick Bokolo, joueur international français de basket-ball.
- 21 juin : 
  - Lana Del Rey, chanteuse américaine.
  - Amel Bent, chanteuse, actrice et danseuse française.
- 22 juin : Paco, comédien et humoriste français.
- 23 juin : Alesia Stepaniuk, judokate handisport russe.
- 26 juin : Orgyen Trinley Dorje, reconnu comme 17e Karmapa au Tibet.
- 27 juin : Nico Rosberg, pilote automobile allemand de Formule 1.
- 28 juin : Ahmed Kantari, footballeur puis entraîneur marocain.
- 30 juin : 
  - Rafał Blechacz, pianiste polonais.
  - Viktorina Kapitonova, ballerine russe.
  - Michael Phelps, nageur américain.

## Juillet
- 1er juillet : 
  - Nick Ackerman, ancien membre du groupe The Virgins († 30 mars 2017)
  - Léa Seydoux, actrice française.
- 2 juillet : Ashley Tisdale, chanteuse et actrice américaine.
- 4 juillet : Lartiste, chanteur et rappeur français.
- 5 juillet : Wilma Alanoca, journaliste et ministre bolivienne.
- 8 juillet : Camila Moreno, auteure-compositrice-interprète chilienne.
- 10 juillet : Mario Gómez, footballeur allemand.
- 14 juillet :
  - Lee Kwang-soo, acteur et mannequin sud-coréen.
  - Aryana Sayeed, chanteuse afghane.
- 16 juillet : Aché Coelo, sociologue et réalisatrice tchadienne.
- 17 juillet : Rémi Camus, aventurier explorateur français.
- 18 juillet : 
  - Chace Crawford, acteur américain.
  - Charlotte Dipanda, chanteuse camerounaise.
- 19 juillet : Cyrille Bollore, Directeur général de Bolloré.
- 20 juillet : John Francis Daley, acteur américain.
- 21 juillet : Vanessa Lengies, actrice canadienne.
- 22 juillet : Takudzwa Ngwenya, rugbyman américain.
- 24 juillet : Jamie Hendry, directeur de théâtre britannique et producteur du West End.
- 25 juillet : 
  - Mika Ääritalo, footballeur finlandais.
  - James Lafferty, acteur américain.
- 26 juillet : Guillaume Pley, animateur de radio et de télévision français.
- 27 juillet : Young Dolph, rappeur américain († 17 novembre 2021).
- 28 juillet : Victoria Kimani, actrice américaine d'origine kényane.
- 31 juillet :
  - Danilo, footballeur brésilien († 29 novembre 2016).
  - Amélie Neten, candidate de télé-réalité belge.

## Août
- 1er août : Sara Giraudeau, actrice française.
- 2 août : Maria Carolina Gomes Santiago, nageuse handisport brésilienne.
- 3 août : Constance, humoriste française.
- 4 août : Antonio Valencia, footballeur équatorien.
- 5 août : Salomon Kalou, footballeur ivoirien.
- 6 août : 
  - Bafétimbi Gomis, footballeur français.
  - Tony Nese, catcheur américain.
- 7 août :
  - Rick Genest, mannequin et acteur canadien († 1er août 2018).
  - Carole Vergne, escrimeuse française.
- 9 août : Anna Kendrick, actrice américaine.
- 15 août :
  - Carbone Beni, militant pour les droits de l'homme congolaise.
  - Nipsey Hussle, rappeur, auteur-compositeur-interprète, entrepreneur et acteur américain († 31 mars 2019).
  - Francesca Troiano, femme politique italienne.
- 20 août : 
  - Álvaro Negredo, footballeur espagnol
  - Brant Daugherty, acteur américain.
- 21 août :
  - Nicolás Almagro, joueur de tennis espagnol.
  - Boladé Apithy, escrimeur français.
  - Roelof Dednam, joueur sud-africain de badminton.
  - Melissa M, chanteuse française.
- 22 août : Jimmy et Jey Uso, deux jumeaux catcheurs professionnels américains.
- 23 août : Dursadaf Karimova, judokate handisport azerbaïdjanaise.
- 26 août : Hugo Duminil-Copin, mathématicien français, lauréat 2022 de la médaille Fields.
- 27 août : Danica Curcic, actrice danoise d'origine serbe.
- 30 août :
  - Tianna Bartoletta, athlète américaine.
  - Ilse Hayes, athlète handisport sud-africaine.
- 31 août : Mohammed ben Salmane, prince héritier d'Arabie Saoudite.

## Septembre
- 1er septembre : Stuart Doughty, ancien batteur du groupe Reverend and The Makers.
- 6 septembre :
  - Mélanie Delloye-Betancourt, fille de l'ex-otage franco-colombienne Íngrid Betancourt.
  - Paulo Domingos Manquele, artiste, styliste et créateur de bijoux germano-angolais.
  - Julia Viellehner, triathlète et duathlète allemande († 22 mai 2017).
- 7 septembre : Alyssa Diaz, actrice américaine d’origine colombienne et mexicaine.
- 9 septembre : Luka Modrić, footballeur croate.
- 12 septembre : Jonatan Cerrada, chanteur et acteur belge.
- 13 septembre : 
  - Bader Al Homoud, réalisateur et scénariste saoudien.
  - Freddie Wong, acteur réalisateur américain expert en effets spéciaux.
- 15 septembre : Alex Clare, chanteur britannique.
- 16 septembre : Badr ben Abdullah ben Mohammed Al-Farhan, homme d'affaires et homme politique saoudien.
- 17 septembre : Jon Walker, ex-membre de Panic! At The Disco.
- 19 septembre : Song Joong-ki, acteur et animateur sud-coréen.
- 20 septembre : Abou Maïga, footballeur béninois.
- 21 septembre : 
  - Chloé Nabédian, présentatrice française.
  - Nidhi Goyal, militante pour les droits des personnes handicapées en Inde.
  - Russ Sinkewich, joueur professionnel américain de hockey sur glace.
- 23 septembre : Maki Gotō, chanteuse, actrice, modèle et ex-idole japonaise.
- 24 septembre : 
  - Eric Adjetey Anang, sculpteur ghanéen.
  - Jessica Lucas, actrice canadienne.
  - Jonathan Soriano, footballeur espagnol.
  - Diego Silveti, matador mexicain.
- 25 septembre : Eréndira Ibarra, actrice mexicaine.
- 26 septembre :
  - Cindy Fabre, Miss France 2005.
  - Valérie Bègue, Miss France 2008.
  - M. Pokora, chanteur français de RnB et de pop.
- 28 septembre :
  - Mouni Roy, actrice indienne.
  - Shindong, chanteur, danseur, acteur et présentateur sud-coréen, membre du groupe Super Junior.
- 29 septembre : Candice LeRae, catcheuse américaine.
- 30 septembre : 
  - Katrina Law, actrice américaine.
  - Dmytro Grabovskyy, coureur cycliste ukraino-israélien († 23 janvier 2017).

## Octobre
- 1er octobre : 
  - Will Berman, batteur du groupe MGMT.
  - Abdon Atangana, mathématicien camerounais et sud-africaine.
- 2 octobre : Marc-Antoine Le Bret, humoriste et imitateur français.
- 4 octobre : Fabrice Mignot, animateur et chef cuisinier français.
- 6 octobre : Sylvia Fowles, basketteuse américaine.
- 8 octobre :
  - Simone Bolelli, joueur de tennis italien.
  - Eiji Wentz, acteur et chanteur japonais.
  - Razak Omotoyossi, footballeur béninois († 19 août 2025).
  - Bruno Mars, chanteur américain.
- 9 octobre : Jayden Cole , actrice pornographique américaine
- 10 octobre : 
  - Olivier Madiba, entrepreneur camerounais.
  - Martin Ørnskov, footballeur danois.
- 11 octobre : 
  - Lee Min-hye, coureuse cycliste sud-coréenne († 12 novembre 2018).
  - Michelle Trachtenberg, actrice américaine († 26 février 2025).
- 12 octobre : Li Wenliang, ophtalmologue hospitalier et lanceur d'alerte chinois († 7 février 2020).
- 13 octobre : Ross Edgley, joueur professionnel britannique de water-polo.
- 16 octobre : Carlos Morais, basketteur angolais.
- 17 octobre : Wiska, actrice pornographique ukrainienne.
- 20 octobre : Jennifer Freeman, actrice américaine.
- 22 octobre : Shahnez Boushaki, joueuse de basket-ball algérienne.
- 24 octobre : 
  - Lionel Beauxis, rugbyman français.
  - Pablo Mira, humoriste français.
  - Wayne Rooney, footballeur anglais.
- 25 octobre :
  - Ciara Harris, chanteuse américaine.
  - Dihya Lwiz, femme de lettres algérienne († 30 juin 2017).
- 27 octobre : Stefano Bianco, pilote de vitesse de moto italien († 11 mars 2020).
- 28 octobre : Troian Bellisario, actrice américaine.
- 29 octobre : 
  - Janet Montgomery, actrice anglaise de télévision et de cinéma.
  - Caroline Cejka, coureuse d'orientation suisse.
- 30 octobre : Nicolas Gontard, coureur motocycliste français.
- 31 octobre : Monica Jeffries, chanteuse et productrice allemande.

## Novembre
- 1er novembre : Mehdi Savalli, matador français.
- 2 novembre : Marie Portolano, journaliste française.
- 3 novembre : Folashade Oluwafemiayo, haltérophile nigériane.
- 6 novembre : Jeppe Kjær, footballeur danois.
- 11 novembre : Luton Shelton, joueur de football jamaïcain († 22 janvier 2021).
- 6 novembre : Ola al-Fares, journaliste de télévision jordanienne.
- 7 novembre : Ji Il-joo, acteur sud-coréen.
- 10 novembre : « Morenito de Aranda » (Jesús Martínez Barrios), matador espagnol.
- 15 novembre :
  - Victoria Sio, chanteuse française.
  - Lily Aldridge, mannequin américaine.
- 18 novembre : Allyson Felix, athlète américaine.
- 21 novembre :
  - Jesús Navas, footballeur espagnol.
  - Carly Rae Jepsen, chanteuse canadienne.
- 24 novembre : Yara Sallam, avocate et militante égyptienne pour les droits de la personne humaine.
- 26 novembre : David Torrence, athlète américain naturalisé péruvien, spécialiste du demi-fond († 28 août 2017).
- 28 novembre : 
  - Shy'm, chanteuse de R'n'b française.
  - Magdolna Rúzsa, chanteuse hongroise.
  - Landry N'Guemo, footballeur camerounais († 27 juin 2024).
- 30 novembre : Kaley Cuoco, actrice américaine.

## Décembre
- 1er décembre : Janelle Monáe, chanteuse américaine de musique soul et R&B.
- 2 décembre : 
  - Justine Verdier, pianiste française.
  - Amaury Leveaux, nageur français.
- 4 décembre : Sahar Moghadass, chanteuse, musicienne et danseuse iranienne.
- 5 décembre : Frankie Muniz, acteur américain.
- 7 décembre : Jon Moxley, lutteur professionnel américain.
- 10 décembre : Raven-Symoné, chanteuse, actrice, danseuse, productrice, modèle et présentatrice de télévision américaine.
- 16 décembre : Amanda Setton, actrice américaine.
- 18 décembre : Anna F., auteure-compositrice-interprète autrichienne
- 20 décembre : Usul, vidéaste et chroniqueur français.
- 22 décembre : 
  - Edurne, chanteuse espagnol.
  - Sara Létourneau , artiste multidisciplinaire canadienne.
- 23 décembre : 
  - Arcángel, chanteur et acteur d'origine dominicaine.
  - Devonté Hynes, chanteur américain.
- 25 décembre : 
  - Miroslav Barnyashev, catcheur professionnel bulgare.
  - Perdita Weeks, actrice britannique.
  - Dritan Abazović, homme politique monténégrin.
  - Ioulia Svyrydenko, femme politique ukrainienne.
- 27 décembre : 
  - Adil Rami, footballeur français.
  - Jessica Harmon, actrice canadienne.
- 30 décembre : Florent Dorin, acteur français.

## Date inconnue
- Emilsen Manyoma, activiste colombienne († janvier 2017).
- Joanna Penn, femme politique britannique.
- Lisa-Maria Kellermayr, femme médecin généraliste autrichienne († 29 juillet 2022).
- Dahlia de la Cerda, écrivaine, journaliste et activiste mexicaine.